# Lac Kamickociakamacik
Lac Kamickociakamacik är en sjö i Kanada.   Den ligger i regionen Mauricie och provinsen Québec, i den sydöstra delen av landet, 300 km nordost om huvudstaden Ottawa. Lac Kamickociakamacik ligger 260 meter över havet.
I omgivningarna runt Lac Kamickociakamacik växer i huvudsak blandskog. Trakten runt Lac Kamickociakamacik är nära nog obefolkad, med mindre än två invånare per kvadratkilometer.